# Glacier Rachmaninov
Le glacier Rachmaninov (russe : Lednik Rahmaninova) est un glacier s'épanchant vers le sud depuis la péninsule Monteverdi (en) vers l'anse Britten, sur l'île Alexandre-Ier, en Antarctique.
Le glacier est nommé par l'Académie des sciences de Russie en 1987 d'après le compositeur russe Sergueï Rachmaninov (1873-1943).